# Westenwind (seizoen 6)
Het zesde seizoen van Westenwind begon op 9 december 2002 op de Nederlandse zender RTL 4. Dit seizoen is te zien geweest in België op Vitaya en op VTM. Dit was tevens het laatste seizoen en wordt ook vaak aangeduid als het zevende seizoen. Dit komt doordat seizoen vier een onderbreking halverwege het seizoen kende en het tweede deel als seizoen vijf werd gezien.
Westenwind draait ook dit seizoen om de twee concurrerende families Noordermeer en De Graaf. Alle geliefde personages keren dit seizoen terug. In de laatste minuten van de serie komt zelf Anton nog eens op het scherm.

## Geschiedenis
Dit seizoen gebruikt men niet meer de intro Laat me vrij om te gaan van zangeres Linda Wagenmakers. De leader van Westenwind blijft hetzelfde, maar de eindmelodie wordt aangepast. De achtergrondmuziek van scènes wordt gemonteerd door Hans van Eijck.
De laatste aflevering van Westenwind duurde langer dan normaal en het verhaal werd afgerond. Werf Noordermeer gaat de ondergang tegemoet met de zelfmoord van Emma, de opname van een gewonde Charlotte en de terugkeer van Anton. Werf De Graaf komt er goed vanaf en eindigt de serie met een doop.
In 2008 kwam het zesde seizoen van Westenwind uit op dvd (een dvd-box met twee dvd's). De serie werd uitgegeven door The House of Knowledge.

## Verhaal
Tijdens de verhuizing van werf Noordermeer, beginnen Iris' weeën. Ze belt Charlotte, die met 2 vroedvrouwen komt. Iris schreeuwt het uit tijdens de bevalling, maar haar tweeling Jacco en Fleur komt goed ter wereld. Vader Marco is al een tijd overleden.
Max financiert de videoclip van Ernst, waarin zijn vriendin Sjoukje een grote rol speelt. Terwijl hij denkt dat zanger Arthur haar tegenspeler is, neemt Ernst deze rol op zich. Na de opnames vrijt Sjoukje met Ernst, en Max is woedend als hij Ernst in de clip ziet.
Op werf Groenloo wordt gestaakt vanwege een zendmast die schadelijk is voor de gezondheid. Omdat de bouw van Conny's schip hierdoor vertraagd wordt, roept ze de hulp van Iris in. Toa koopt Iris echter om, maar door Bas wordt de zendmast alsnog verwijderd.
Charlotte wil dat Iris met de tweeling naar Conny gaat, om de zakelijke band te versterken. Conny wordt emotioneel als Iris bekent dat Marco toch de vader is. Later houdt Conny Jacco in de zon vast, onwetend dat hij hieraan kan sterven. Iris komt op tijd.
Juup is door Toa in de ban van een Oosterse vechtsport geraakt. Toa moedigt hem aan om ook wedstrijden te doen, maar Bas is hier fel op tegen: in zijn Koreaanse verleden heeft hij Toa's vader tijdens een gevecht gedood. Nu wil Toa zich op Juup wreken!
Emma doet alsof ze dement is, maar intussen pakt ze Charlotte en Iris terug. Ze helpt Toa om zijn werf uit te breiden, waarop hij aan haar list meewerkt. Toa eist van Charlotte vervolgorders van rederij De Graaf op. Hierdoor heeft Noordermeer een probleem.
Max vindt een ontwerper voor de Aqua Jet: het is Charlotte die een plek in de directie opeist. Tijdens een rondleiding op werf Noordermeer ontdekt Tessa dat de Aqua Jet een ontwerp van Jacob was: iets waar Conny Emma mee confronteert.

## Rolverdeling

### Familie Noordermeer
- Marlies van Alcmaer - Emma Noordermeer-Sluyter
- Miryanna van Reeden - Charlotte Driessen-Noordermeer
- Joep Sertons - Max Noordermeer
- Anniek Pheifer - Iris Noordermeer

### Familie De Graaf
- Henriëtte Tol - Conny Janssen-Dijkzicht (weduwe van Jacob de Graaf)
- Fleur van der Kieft - Tessa de Graaf

### Familie Janssen
- Jules Hamel - Bas Janssen
- Vincent Lodder - Juup Janssen
- Nynke Faber - Sjoukje Janssen

## Afleveringen
| Nr. | Titel                    | Schrijver(s) | Regisseur                  | Originele uitzenddatum |
| --- | ------------------------ | --- | -------------------------- | ---------------------- |
| 128 | Het tij is niet te keren | Roeland Linssen | Adriënne Wurpel            | 9 december 2002        |
| 128 | Het tij is niet te keren | Werf Noordermeer wordt onder water gezet en Iris nadert het einde van haar zwangerschap.                                                                       |                            |                        |
| 129 | De dodelijke zon         | Wijo Koek | Barbara Bredero            | 16 december 2002       |
| 129 | De dodelijke zon         | Iris moet bevallen...maar niet alles verloopt volgens plan. Een van haar baby's heeft een ziekte.                                                              |                            |                        |
| 130 | Alleen de pijn           | Michael Hendriks & Marvin Jacobs | Barbara Bredero            | 23 december 2002       |
| 130 | Alleen de pijn           | De videoclip van Ernst en zijn broer wordt opgenomen. Sjoukje bedriegt Max opnieuw met Ernst.                                                                  |                            |                        |
| 131 | Het gele gevaar          | Henk Apotheker | Jan van den Nieuwenhuijzen | 30 december 2002       |
| 131 | Het gele gevaar          | Bas werkt zich in de problemen wanneer zijn ex terugkomt...uit Korea!                                                                                          |                            |                        |
| 132 | Engel der wrake          | Lars Boom | Jan van den Nieuwenhuijzen | 6 januari 2003         |
| 132 | Engel der wrake          | Emma voltrekt haar wraakplan tegen Charlotte en Iris...en werkt samen met de Koreanen.                                                                         |                            |                        |
| 133 | Stroom en straling       | Ingrid van Berkum | Jan van den Nieuwenhuijzen | 13 januari 2003        |
| 133 | Stroom en straling       | Er is een grote staking op werf Groenloo...hoe zullen de Koreanen dit oplossen?                                                                                |                            |                        |
| 134 | De ereschuld             | Bernard van Sterkenburg | Pim van Hoeve              | 20 januari 2003        |
| 134 | De ereschuld             | Bas en Juup vechten met de Koreanen voor de eer van de familie en Max doet een ontdekking.                                                                     |                            |                        |
| 135 | In het slijk gezogen     | Maarten van der Duin | Pim van Hoeve              | 27 januari 2003        |
| 135 | In het slijk gezogen     | Max, Charlotte en Emma bundelen weer de krachten voor de uitwerking van de aquajet, die eigenlijk een uitvinding is van Jacob. Conny ontdekt dit en is razend. |                            |                        |
| 136 | De rattenkoningin        | Roeland Linssen | Hans Scheepmaker           | 3 februari 2003        |
| 136 | De rattenkoningin        | De aquajet wordt te water gelaten...maar alles ontaardt in één grote ramp...                                                                                   |                            |                        |

## Plot en samenvattingen

### Het tij is niet te keren
Gastrollen
- Erik Koningsberger - Wethouder Cornelis
- Arthur Peffer - Arthur Romer
- Maiko Kemper - Adriaan van Apeldoorn
- John Bellemeijer - Ben
- Kristel van Eijk - Astrid
- Marten Bos - Klaas Boom

### De dodelijke zon
Gastrollen
- Casper van Bohemen - Ad Bots
- Frank Wijdenbosch - Denzel
- Jasper Beerthuis - Jasper

### Alleen de pijn
Gastrollen
- Casper van Bohemen - Ad Bots
- Delilah van Eijck - Wendy Janssen
- Frank Wijdenbosch - Denzel

### Het gele gevaar
Gastrollen
- Casper van Bohemen - Ad Bots
- Saar Koningsberger - Hansje Bots
- René van Asten - Jacob de Graaf
- Janine Veeren - Jae Shin
- Micha Fidom - Toa Shin
- Bram Biesterveld - Bert 't Groenloo
- Leonid Vlassov - Will Jucovic
- Frank Wijdenbosch - Denzel
- Johan Hobo - Dick van Os
- Diego Stolk - Jacco Noordermeer
- Bas Petiet - Fleur Noordermeer

### Engel der wrake
Gastrollen
- Casper van Bohemen - Ad Bots
- Micha Fidom - Toa Shin
- Bram Biesterveld - Bert 't Groenloo
- Leonid Vlassov - Will Jucovic
- Frank Wijdenbosch - Denzel
- Erik Koningsberger - Wethouder Cornelis
- Jeroen Rienks - Marcel

### Stroom & straling
Gastrollen

### De ereschuld
Gastrollen

### In het slijk gezogen
Gastrollen

### De Rattenkoningin
Gastrollen
- Daan Schuurmans - Anton Noordermeer